# Asma Tubi
Asma Tubi (Nazaret, 1905–Beirut, 1983) fue una escritora palestina. Fue una de las primeras locutoras de Radio Palestina.

## Biografía
Nació en una familia cristiana palestina en Nazaret y asistió a la English School. Estudió griego y luego el Corán para mejorar sus habilidades de escritura en árabe. Tubi se mudó a Acre después de casarse.
Fue una de las impulsoras del Comité de Mujeres Árabes en Acre. Tuvo un papel destacado en la recaudación de fondos para los rebeldes y en la supervisión de la formación de enfermeras y hospitales de campaña durante la Huelga general árabe en el mandato de Palestina y la Revuelta árabe de Palestina de 1936-1939. También fue miembro de la Asociación Cristina de Mujeres Jóvenes y de la Asociación de Mujeres Jóvenes Ortodoxas , además de la presidenta de la Unión de Mujeres Árabes.
Además de su trabajo en el comité, continuó con su actividad radiofónica y periodística. Fue una de las primeras locutoras de Radio Palestina, fundada en 1936 y conocida como "Esto es Jerusalén". Tubi contaba con un programa semanal dirigido especialmente a las mujeres. Cuando se creó la emisora de radio de Oriente Próximo en Jaffa, retransmitió sus charlas desde esa emisora. Tubi apareció en estaciones de radio locales, como Huna al-Quds ("Jerusalén aquí") y Sharq Al-Adna ("Cercano Oriente") en Jaffa y en Beirut. Fue editora de la sección femenina del diario Filastin y de las revistas Al Ahad y Kull shay.
Publicó poesía, obras de teatro y ficción, también en inglés. Además, en 1925 comenzó a escribir obras de teatro. Cuando se vio obligada a abandonar Palestina en 1948, abandonó allí un libro manuscrito titulado La mujer árabe palestina. En 1955, publicó una colección de historias titulada: Aḥādīth min al-qalb ("Historias del corazón"). En 1972 publicó sus poemas bajo el título Hubbi al-kabir, siendo el único libro de poesía que publicó. Tampoco escribió más teatro. Concentró sus esfuerzos en traducir y publicar pasajes literarios que consideraba importantes, como su obra titulada al-Dunia hikayat, que era una recopilación de historias de la vida real escritas por la mujer que había vivido dicha experiencia.
Fue considerada una de las pocas escritoras palestinas anteriores a 1948, no siendo hasta después de 1948 cuando la ficción de mujeres palestinas se consolidó artísticamente. Tubi murió en Beirut en 1983, donde fue sepultada.

## Reconocimientos
En 1973 fue condecorada con la Gran Medalla Constantina, clase oficial, siendo una de las primeras mujeres del mundo en obtenerla. En enero de 1990, la Organización para la Liberación de Palestina le concedió a título póstumo la Medalla de Jerusalén a la Cultura, las Artes y la Literatura.